# Toshiya Fujita
Toshiya Fujita, född 4 oktober 1971 i Shizuoka prefektur, Japan, är en japansk tidigare fotbollsspelare.